# Florent Couao-Zotti

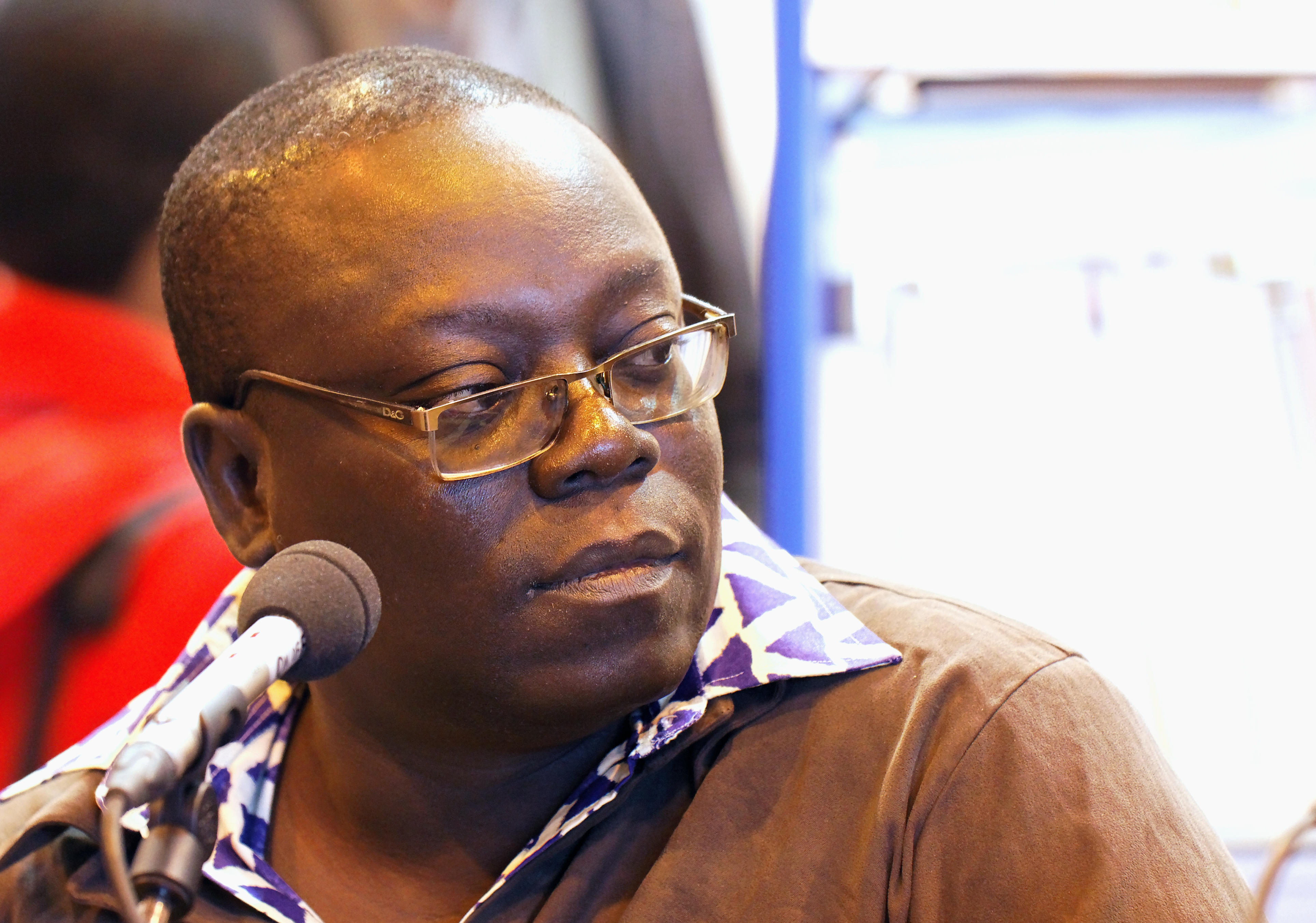
Florent Couao-Zotti (2011).

Florent Couao-Zotti (n. 1964) este un scriitor beninez.